# Студёный (Свердловская область)
Студёный — посёлок в Свердловской области России. Входит в городской округ город Нижний Тагил.

## География
Посёлок Студёный расположен на восточном склоне Уральских гор, восточнее хребта Весёлые горы, к северо-западу от областного центра Екатеринбурга и к юго-западу от окружного центра Нижнего Тагила. 
Студёный примыкает к более крупному посёлку Черноисточинску в составе Горноуральского городского округа. Граница между населёнными пунктами и городскими округами проходит по реке Чёрной: Студёный находится на левом берегу реки, а Черноисточинск — на правом.
К югу от посёлка пролегает автодорога местного значения Нижний Тагил — Висим — Усть-Утка.

## История
В 1966 году Указом Президиума ВС РСФСР посёлок отделения № 2 Висимского откормочного совхоза переименован в Студёный.

## Население
| 2002 | 2010 |
| ---- | ---- |
| 87   | ↗91  |

Структура
По данным переписи 2002 года, национальный состав Студёного следующий: русские — 89 %, немцы — 11 %. По данным переписи 2010 года, в посёлке проживали 50  мужчин и 41 женщина.